# Tunapuna
Tunapuna – miasto w Trynidadzie i Tobago, leżące na wyspie Trynidad. Według danych z 2006 posiada ono 18 000 mieszkańców.